# Sabellaria ranjhi
Sabellaria ranjhi är en ringmaskart som beskrevs av Hasan 1960. Sabellaria ranjhi ingår i släktet Sabellaria och familjen Sabellariidae. Inga underarter finns listade i Catalogue of Life.